# 舌状花亚科
舌状花亚科（学名：Cichorioideae）为菊科的一个亚科，其特征为头状花序全部小花为舌状，植物有乳汁，花粉粒外壁有刺脊。舌状花亚科熟悉的成员包括莴苣，蒲公英和勋章菊种。该亚科尚可細分為12個族，包括约240属，2900种。除了分子特征之外，它是异质的和很难描述的。